# モートン島

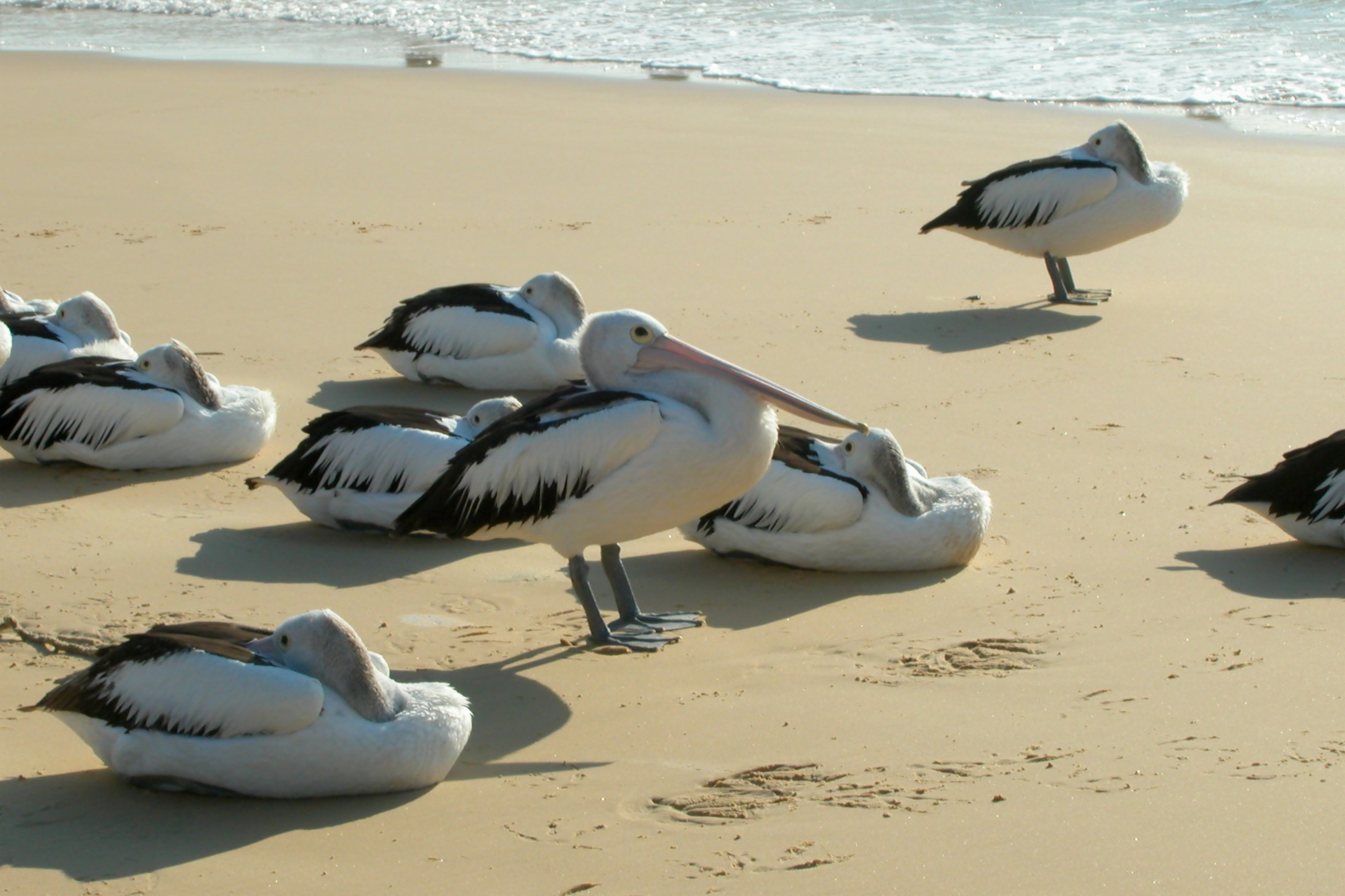
コシグロペリカン

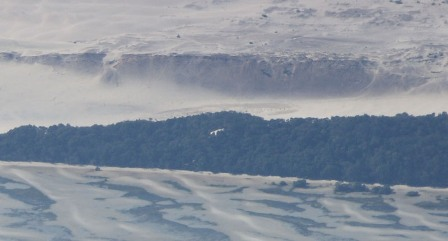
砂丘

モートン島 (Moreton Island) は、クイーンズランド州の州都ブリスベン東部のモートン湾にある世界で三番目に大きい砂の島で、面積の約98%がモートン島国立公園に指定されている。

## 基本情報
- 面積：170 km²
- 南北長：37 km
- 座標：27°03′09″S, 153°23′28″E
- 最高地点：285 m (マウント・テンペスト、世界最高位の砂丘)[1]
- 国立公園登録：1966年、島面積の98％
- 運営機関：Queensland Parks and Wildlife Service
- IUCNカテゴリー : II

## 歴史
- モートン島の最初の住人はアボリジニ人のNgugi族であったと考えられている。
- 1770年、キャプテンクックがモートン湾（Morton Bay）とモートン岬（Cape Morton）を命名。当時はオーストラリア大陸の一部であると考えられていた。後日表記ミスにより現在のスペル（Morton → Moreton）となる。
- 1823年、ヨーロッパの調査船が難破し、船員は上陸。先住民と白人社会との最初の接触。
- 1857年、モートン湾への航海中に島の周囲で難破する事故が相次ぎ、島北端のモートン岬（島で唯一岩肌が露出した土地）にクイーンズランド州最古となる灯台が、囚人の手により建設。
- 第二次世界大戦時、ブリスベン防衛の為、オーストラリア海軍・陸軍防衛施設を設置
- 1951年、世界的な鯨油の需要増加に対して捕鯨基地を設置
- 1962年、鯨の個体数の減少によりとられた保護政策により捕鯨基地は閉鎖
- 1963年、リゾートとして開発が始まる
- 2009年3月11日、モートン島沖でタンカーのオイル漏れ事故が発生。モートン島では島の北から北東にかけての海岸にオイルが漂着する被害が出た。しかし、リゾートのある西側海岸では被害が出ていない。

## 交通
- フェリー：州都ブリスベン市郊外のピンケンバ・ホルトストリート地区等と島を連絡
  - 時刻表（英語）

## 周辺域
- 南部:サウスストラドブローク島、ノースストラドブローク島（世界で二番目に大きな砂島）
- 北部:ブライビー島、フレーザー島（世界最大の砂島、世界遺産）

## 娯楽
海岸や海でのレクリエーションが多く、タンガルーマアイランドリゾートではイルカやコシグロペリカン、クッカバラなどの野生動物への餌付け、沈船シュノーケリング、パラセーリング、4WDサファリでの砂丘での砂滑り体験、ATVバイクツアー、セグウェイなど数多くのツアーやアクティビティも楽しめる。またホエールウォッチングクルーズ、ジュゴンを探索するマリンディスカバリークルーズなどのクルーズがある。ホエールウォッチングはクジラが繁殖のために回遊してくる6-10月の限定期間のみ運行。
砂丘ではサンド・トボガンと呼ばれる、広大なタンガルーマ砂丘をボードに載って滑り降りていく、いわばスノーボードの砂浜版が楽しめる。
キャンプ場も島内各所にあるが、許可が必要。
- タンガルーマ（Tangalooma）

島の西岸中央部付近にあるサバーブ。タンガルーマの地名は先住民族名称で「魚が集まる場所」という意味がある。この周辺はタンガルーマアイランドリゾート（Tangalooma Island Resort）として開発され、ブリスベンのピンケンバ(Pinkenba)にあるホルトストリートワーフ(Holt Street Wharf)からリゾートゲスト向けにフェリーを運行されている。宿泊施設は短期滞在向けのホテルルームから、キッチン付きのファミリー向けのリゾートルーム、ヴィラ、アパートメント、ホリデーハウスなど約３００室を完備。人気の野生イルカ餌付けプログラムをはじめ、各種ウォーターアクティビティ、ATVバイクツアー、４WDサファリツアー、シュノーケリングツアーなど豊富なアクティビティを取り扱い、レストラン、バー、コンビニ、テニス・コート、プールなどのリゾート施設完備。近年は環境保護を題材にした教育旅行プログラムにも力をいれており、オーストラリア国内始め、日本を含む海外からも多くの学生団体が訪れてこの教育プログラムを受講している。ゴールドコーストとブリスベン市内からは一日観光のオプショナルツアーでも訪問が可能。リゾートの北には小型飛行機用発着場（TAN）がある。
- クーリンガル（Kooringal）

島南部のサバーブ。カキ養殖施設、小型飛行機用発着場がある。

## 参考
1. ↑  Moreton Island National Park and Recreation Area — Nature, culture and history

Moreton Island National Park and Recreation Area - EPA